# Agrias pseudopitardi
Agrias pseudopitardi är en fjärilsart som beskrevs av Le Moult 1925. Agrias pseudopitardi ingår i släktet Agrias och familjen praktfjärilar. Inga underarter finns listade i Catalogue of Life.